# Samla macassarana
Samla macassarana is een slakkensoort uit de familie van de Flabellinidae. De wetenschappelijke naam van de soort is voor het eerst geldig gepubliceerd in 1905 door Bergh als Flabellina macassarana.